# 弗雷德里克·C·戴维斯号护航驱逐舰
43°52′N 40°15′W / 43.867°N 40.250°W
弗雷德里克·C·戴维斯号护航驱逐舰（英語：USS Frederick C. Davis，舷号：DE-136），是美国海军于第二次世界大战期间建造的一艘埃德索尔级护航驱逐舰。该舰在二战中活跃于地中海和大西洋战场，并因鹅卵石行动期间的出色表现被授予海军单位嘉奖，1945年4月24日，她在大西洋执行猎潜任务时被U-546号潜艇击沉，是美国海军在二战大西洋战场损失的最后一艘战船。
弗雷德里克·C·戴维斯号舰名取自珍珠港事件中为协助內華達號戰艦防空炮火反击而阵亡的少尉飞行员弗雷德里克·柯蒂斯·戴维斯（Frederick Curtice Davis），其死后被追授海军十字勋章。该舰由少尉的姐妹多萝西·H·罗宾斯（Dorothy H. Robins）女士冠名，于1942年11月9日在德克萨斯州奥兰治联合钢铁厂铺设龙骨，随后于次年1月24日下水。1943年7月14日，弗雷德里克·C·戴维斯号正式服役，交由奥斯卡·威廉·格普那（Oscar William Goepner）少校指挥。

## 设计与装备
埃德索尔级护航驱逐舰的设计与巴克利级护航驱逐舰类似，均采用长船体并建有较高的舰桥。该级护航驱逐舰配备3英寸（76毫米）50倍径单装主炮，后续曾计划更换为5英寸（127毫米）38倍径主炮，但最终没有实际执行。该级护航驱逐舰由4台费尔班克斯-莫尔斯38D8-1/8-10内燃机提供动力，总功率最高可达6000匹马力，最高航速21节。其燃料舱可携带312吨重油，在12节航速下航程可达11000海里。此外，该级舰船还配备有较完善的侦查搜索系统，包括SL或SU水面雷达、SA对空雷达、QC声呐系统以及用于监听潜艇无线电的HF/DF天线。

## 服役历史
1943年10月7日，弗雷德里克·C·戴维斯号自弗吉尼亚州诺福克出发护送船队前往阿尔及尔，随后她被派往北非至那不勒斯航线护航。11月6日，一批由鱼雷机和中型轰炸机组成的敌军机群对弗雷德里克·C·戴维斯号所在船团发动了空袭，在击沉3艘船只后被防空炮火逼退。26日，船队再次遭遇空袭，弗雷德里克·C·戴维斯号确认击落1架、可能击落2架敌机。12月16日，她在地中海执行护航任务期间又协助友军击沉了U-73号潜艇。
1944年1月17日，弗雷德里克·C·戴维斯号前往萨莱诺附近与赫伯特·C·琼斯号护航驱逐舰及梅奥号驱逐舰一起进行两栖登陆训练。21日，她护送船队从那不勒斯出发前往支援盟军于安齐奥的登陆行动，期间她与姊妹舰赫伯特·C·琼斯号一起测试了一种能够干扰无线电控滑翔炸弹的设备。为了获取更多数据，弗雷德里克·C·戴维斯号与美国陆军的多支部队进行了情报共享，主动停泊于海岸线与敌机来袭方向之间，先后对8次导弹攻击进行了干扰，虽然未能确认战果，但进入2月后敌军在该地区几乎再未使用过此类武器。此后直至6月，她都在附近海域巡逻，期间参与了98次防空任务，确认击落6架敌机。弗雷德里克·C·戴维斯号也因这一时期出色的表现而被授予海军单位嘉奖。
6月至7月，弗雷德里克·C·戴维斯号再次回到地中海执行护航任务，随后于8月9日前往科西嘉岛，准备即将到来的龙骑兵行动。行动中，弗雷德里克·C·戴维斯号主要负责保护可他克汀号指挥舰，此后直至9月19日，她均在附近海域执行反潜和防空任务，期间她也尝试继续使用干扰器，但因敌军对应目标稀少而没有取得明显效果。此后，她启程前往纽约布鲁克林造船厂进行大修。
1945年初，弗雷德里克·C·戴维斯号返回西大西洋执行护航和反潜巡逻任务。4月中旬，她加入一支猎潜大队搜寻向西渗透的U艇。4月24日，弗雷德里克·C·戴维斯号成功侦测到U-546号潜艇，但当她准备发动攻击时，潜艇发射的鱼雷却率先命中其前部左舷。爆炸发生后，舰艏和舰桥处的很多官兵当场死亡，舰艉部的船员则大多对情况缺乏了解。由于舰体损伤过于严重，损管几乎没能发挥作用，雷击9分钟后，弗雷德里克·C·戴维斯号即断为两截，且载有大多数船员的船艉部分最终也沉入大洋。部分船员在弃船前尝试为深水炸弹设置保险，但最终仍有至少2枚在水下爆炸。海特号、弗莱厄蒂号和博格号随后赶来救援，最终舰上77人幸存，包括舰长小詹姆斯·克罗斯比少校在内的其余115人阵亡。
1945年6月2日，弗雷德里克·C·戴维斯号从美国海军除籍。

## 荣誉
弗雷德里克·C·戴维斯号在其服役期间所获荣誉如下：
|  |                                                       |  |
|  | Bronze star · Bronze star · Bronze star · Bronze star |  |

| 战斗行动奖章 （追授） | 海军单位嘉奖 |

| 美国战役奖章 | 欧洲-非洲-中东战役奖章 （4枚战斗之星） | 第二次世界大战胜利奖章 |

## 历任舰长
| 姓名       | 译名                   | 军衔 | 所属军种       | 任职时间                          |
| ---------- | ---------------------- | ---- | -------------- | --------------------------------- |
|            | 奥斯卡·威廉·格普那     | 少校 | 美国海军预备役 | 1943年7月14日                     |
|            | 小雷金纳德·昌西·罗宾斯 | 少校 | 美国海军预备役 | 1943年12月11日                    |
|            | 小詹姆斯·R·克罗斯比    | 少校 | 美国海军预备役 | 1944年9月30日-1945年4月24日（ †） |
| 参考文献： |                        |      |                |                                   |